# Ur-Ninurta
Ur-Ninurta est le sixième roi de la Ire dynastie d'Isin. Il occupe le trône vers 1924-1896 av. J-C. Son prédécesseur est Lipit-Ištar (vers 1934-1924) et son successeur est Bur-Sîn (vers 1895-1876).
Lors de son règne, les guerres contre Larsa et son roi Gungunnum se poursuivent. Elles continuent d'être à l'avantage de Larsa qui permet l'indépendance vis-à-vis d'Isin d'Ourouk et de Kissura. Le conflit se poursuit contre le successeur de Gungunnum, Abi-sarê, et en 1896 av. J-C, Ur-Ninurta trouve la mort lors d'une bataille. 